# 返却
| ウィキペディアには「返却」という見出しの百科事典記事はありません（タイトルに「返却」を含むページの一覧/「返却」で始まるページの一覧）。 代わりにウィクショナリーのページ「返却」が役に立つかもしれません。 |